# (7109) Heine
(7109) Heine est un astéroïde de la ceinture principale.

## Description
(7109) Heine est un astéroïde de la ceinture principale. Il fut découvert le 1er septembre 1983 à Naoutchnyï par Lioudmila Karatchkina. Il fut nommé en honneur de Heinrich Heine. Il présente une orbite caractérisée par un demi-grand axe de 2,66 UA, une excentricité de 0,15 et une inclinaison de 9,9° par rapport à l'écliptique.

## Compléments